# Wojsko polskie w okresie rozbicia dzielnicowego

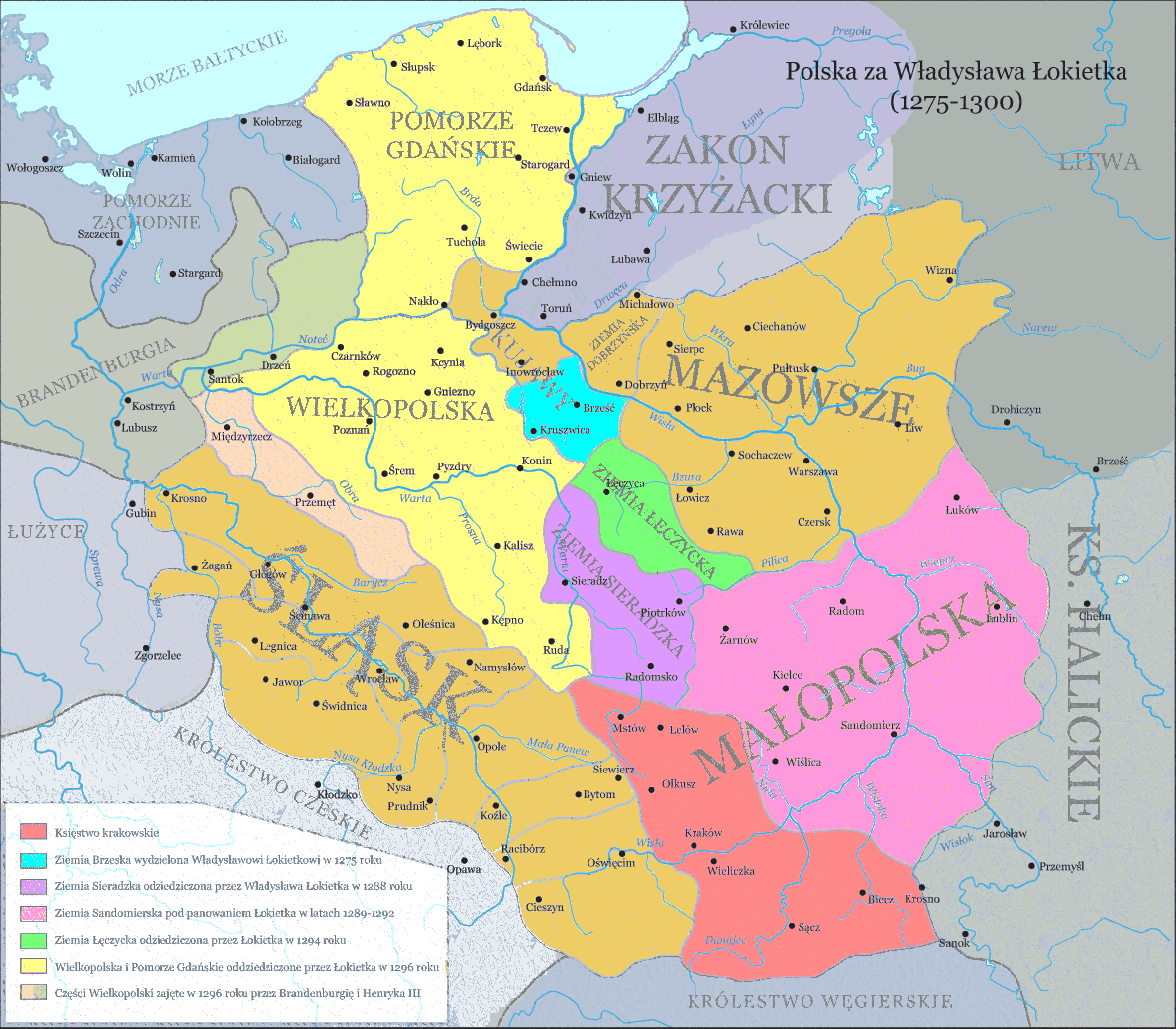
Polska w okresie 1275-1300

Wojsko polskie w okresie rozbicia dzielnicowego – siły zbrojne Królestwa Polskiego w latach 1138–1320.

## Charakterystyka epoki
Testament Bolesława Krzywoustego z 1138 roku, rozpoczął w Polsce proces rozdrobnienia dzielnicowego. Książęta dążyli do opanowania dzielnicy krakowskiej, symbolizującej dzierżenie nadrzędności-pryncypatu w stosunku do pozostałych dzielnic. W Polsce ostatecznie skrystalizował się ustrój feudalny.

## Organizacja wojska
W okresie tym nie było jednolitego wojska polskiego. Każda dzielnica posiadała odrębne siły zbrojne. Naczelnym dowódcą wojsk swej dzielnicy był zwykle książę. Obok niego lub w jego zastępstwie działał też wojewoda. Mógł on na rozkaz księcia prowadzić całą wyprawę lub też dowodzić jej częścią. Dowódcami załóg grodów byli zazwyczaj kasztelanowie. Trudno jest stwierdzić, kto dowodził poszczególnymi chorągwiami jazdy i oddziałami piechoty, działającymi w polu.
Podstawą sił zbrojnych, którymi dysponowały poszczególne dzielnice, było pospolite ruszenie. Rycerstwo stanowiło w nim wyłącznie jazdę, natomiast chłopi i mieszczanie piechotę oraz oddziały techniczne. 
Drugim obok pospolitego ruszenia elementem sił zbrojnych, były nieliczne oddziały stałe. Stanowiły je przede wszystkim załogi grodów książęcych złożone z zawodowych żołnierzy. Pełniły one też służbę na dworze książęcym jako rodzaj straży przybocznej. 
Trzeci element to oddziały najemne odbywające służbę w ciągu jednej kampanii. Służyły one przede wszystkim za część łupów i niewielkie wynagrodzenie. Składały się przede wszystkim z przedstawicieli najbliższych Polsce sąsiadów.
W jeździe występował podział na jazdę cięższą i lżejszą. Nie był to jednak podział organizacyjny. Istniała różnica funkcji taktycznej. Nie tworzono osobnych szyków ciężkiej i lekkiej jazdy, lecz w tym samym szyku wysuwano do przodu lepiej uzbrojonych rycerzy. Odrębne oddziały lżejszej jazdy stanowiły wojska najemne lub sprzymierzone. 
W piechocie jedynie łucznicy mogli być zorganizowani w odrębne jednostki organizacyjne, a ze względu na duży zasięg swej broni mogli działać w osobnych oddziałach w sensie taktycznym. 
Oddziały pomocnicze to tabory oraz oddziały techniczne. Te ostatnie złożone były przede wszystkim z rzemieślników wykorzystywanych przede wszystkim do budowy machin oblężniczych i miotających.
Ze względu na brak źródeł, sprawa podziału wojska na jednostki pozostaje w sferze domysłów i analogii. Należy przypuszczać, że w czasach tych rycerska jazda dzieliła się na chorągwie (terytorialne lub rodowe), te zaś na kopie składające się z rycerza i jego pocztu. W wypadkach,  gdy działania wojenne prowadzone były przez kilku sprzymierzonych książąt dla celów taktycznych, łączono nieraz chorągwie w większe hufce, z których każdy obejmował zapewne wszystkie chorągwie rycerskie jednej dzielnicy. Kukiel nazywa te oddziały kohortami (hufami i chorągwiami).

## Uzbrojenie i wyposażenie

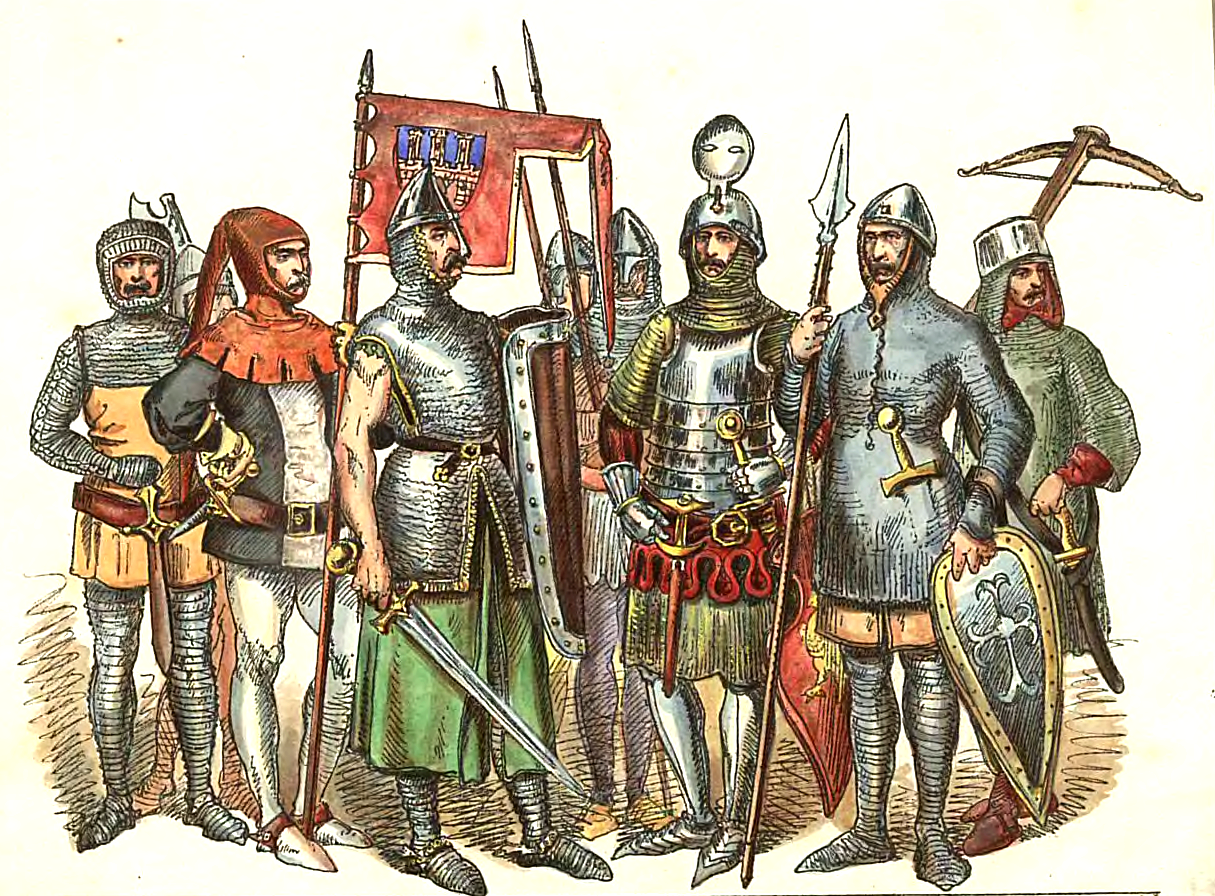
Rycerstwo polskie 1228 -1333

W skład ówczesnego uzbrojenia indywidualnego wchodziła broń zaczepna i ochronna. Broń sieczną stanowiły miecze i sztylety. Typowy miecz polski z XIII i początku XIV w. miał głownię grubą, prostą, obosieczną, ostro zakończoną. Umożliwiało to używanie go nie tylko do cięcia, lecz i do pchnięcia. Głownia była gładka lub posiadała bruzdy do połowy jej długości. U góry głownia przechodziła w trzpień, który okręcony drutem lub pokryty skórą tworzył trzon rękojeści zakończony u góry przynitowaną do niego żelazną głowicą. Do osłony ręki służył prosty lub zagięty obu końcami ku głowni jelec krzyżowy. Długość miecza wynosiła około 110–130 cm, z czego około 20–25 cm przypadało na rękojeść. Miecze noszono u pasa w drewnianych pochwach pokrytych skórą i zaopatrzonych w okucia. 
Miecz był też symbolem uprzywilejowanej pozycji społecznej rycerza. Wręczano go uroczyście wraz z pasem rycerskim i ostrogami młodemu członkowi klasy feudalnej w czasie pasowania. 
Broń drzewcowa to przede wszystkim włócznia. W  XII-XIII w. przekształca się ona w kopię rycerską. Składała się ona z drzewca i osadzonego na nim żelaznego grotu zaopatrzonego w tulejkę. Długość przekraczała 2 m długości, z czego około 30 cm stanowił grot. Kopie rycerskie posiadały zazwyczaj proporczyk, na którym wyhaftowany był herb rycerza. Równocześnie nazwa kopia staje się w tym czasie synonimem pocztu rycerskiego. Dawnych włóczni używa nadal piechota. Piechota  używała też berdysza. Posiadał on drzewce długości około 2 m i osadzony na nim z boku za pomocą dwóch tulei dużych rozmiarów topór. Stanowił on skuteczne narzędzie do walki piechura z konnym rycerzem. Mógł rozrąbać tarczę, czy zbroję przeciwnika. Równocześnie wygięte końce topora mogły służyć: górny do pchnięcia, a dolny do zahaczenia jeźdźca i ściągnięcia go z konia.
Broń obuchowa była rozpowszechniona głównie wśród piechoty. To zazwyczaj drewniana maczuga. Stosowanie jej wymagało dużej siły fizycznej, było jednak dość skuteczne ze względu na ogromne zdolności miażdżące tej broni. Kosztowniejszą i skuteczną odmianą maczugi była wekiera mająca prosty, gruby trzonek i nasadzoną nań głowicę żelazną zaopatrzoną w grube, ostro zakończone kolce. 
Przedogniowa broń miotająca  to przede wszystkim proca, łuk i kusza. 
W Polsce używano zasadniczo zachodniej odmiany łuku. Był on zbudowany z drewnianego, elastycznego pręta i przymocowanej do niego cięciwy. Długość takiego łuku wynosiła od 120 do 180 cm. Pocisk stanowiła strzała składająca się z drzewca i grotu żelaznego. Szybkostrzelność łuku wynosiła do 10 strzałów na minutę, a donośność skuteczna do 200 m.
W kuszy drewniany pręt łuku zastąpiono stalowym resorem, zastosowano grubszą cięciwę, a całość umieszczono na łożu z kolbą. W czasach późniejszych stosowano korbę lub lewar. W omawianym okresie w Polsce używano kusz bez mechanizmu napinającego, zaopatrzonych jedynie w strzemię, które przyciskano nogą, a następnie naciągano cięciwę rękami lub hakiem zaczepionym u pasa. Strzelała ona z częstotliwością jeden strzał na minutę, ale celniej. Jej pocisk - bełt posiadał większą silę przebicia niż strzała łuku przy tej samej donośności skutecznej. 
Podstawę uzbrojenia ochronnego stanowiła tarcza. Była wykonana z drewna, obita skórą i zaopatrzona w okucia. Tarcza rycerza miała kształt trójkątny lub migdałowaty. Obok niej występowały w XII w. tarcze koliste, a w XIII - XIV w. czterokątne pawęże. Być może piechota stosowała tarcze koliste i owalne.
Hełmu używała wyłącznie rycerska jazda. W omawianym okresie hełm wykazywał ewolucję kształtu.  Używano jednocześnie hełmów nowszych i starszych. Istniały obok siebie dwa typy hełmów: zamknięte i otwarte. Pierwszy to hełm garnczkowy, który zasłaniał całą głowę wraz z szyją. Miał on nieraz wypukłość w postaci pionowego grzebienia, przeznaczoną na ukrycie nosa, a zawsze poziome szpary wzrokowe i oddechowe. Na szczycie hełmu umieszczano pióropusz lub plastycznie wykonany herb. Stanowił on znak rozpoznawczy rycerza. 
Hełmy otwarte nie zakrywały twarzy. Najczęściej spotykaną odmianą był hełm otwarty o formie półkolistej, ściśle przylegający do głowy i zakrywający uszy. Dół twarzy i szyja, a także kark osłonięte były przyczepionym do hełmu kołnierzem z plecionki kolczej. 
Innego rodzaju ochroną głowy był kaptur kolczy spadający na ramiona i osłaniający szyję, a przypominający kształtem kominiarkę zrobioną ze splecionych z sobą stalowych kółek.
Pancerze  używane w Polsce pochodziły z różnych czasów. Były to kolczugi i kaftany skórzane z naszywanymi metalowymi kółkami lub blaszkami. 
Kolczuga miała kształt kombinezonu okrywającego całe ciało wraz z kończynami. Robiono ją z łączonych ze sobą, niewielkich, żelaznych lutowanych kółek.
Kaftan skórzany naszywany metalem, nałożony na kolczugę, utrudniał trochę ruchy rycerza, stanowił jednak jeszcze skuteczniejsze zabezpieczenie ciała przed ciosami przeciwnika. 
Sztywna zbroja płytowa w tym czasie jeszcze w Polsce nie była używana.